# B.J. Wilson
Barrie James Wilson (18 de marzo de 1947 – 8 de octubre de 1990) fue un baterista británico, reconocido por su trabajo con la agrupación de rock progresivo Procol Harum entre 1967 y 1977. 

## Carrera
Luego de la separación de Procol Harum en 1977, Wilson tocó en el álbum Double Trouble de Frankie Miller en 1978, y fue miembro de la banda de gira de Joe Cocker entre 1979 y 1984.
En 1983 Wilson fue contratado para tocar la batería en el álbum de AC/DC Flick of the Switch, luego de la salida de Phil Rudd. Finalmente ninguna de las pistas de batería grabadas por Wilson fue utilizada en el producto final, y fue reemplazado por Simon Wright.
Wilson fue el baterista en la banda sonora de la película The Rocky Horror Picture Show (1975), en la cual su compañero en Procol Harum, el guitarrista Mick Grabham, también tocó. Su último trabajo en estudio fue una participación en el álbum de Gary Brooker Echoes in the Night, junto a sus compañeros en Procol Harum Keith Reid y Matthew Fisher, en las canciones "Ghost Train", "The Long Goodbye" "Hear What You're Saying" y "Mr. Blue Day".

## Fallecimiento
En 1987, Wilson colapsó luego de una sobredosis de drogas y fue hospitalizado por tres años, permaneciendo en estado vegetativo. Falleció a causa de una neumonía en Oregón, Estados Unidos, a los 43 años.